# Sendurai
Sendurai (tamil: செந்துறை) es una localidad del estado indio de Tamil Nadu, perteneciente al distrito de Ariyalur.
En 2011, el nagar panchayat que forma la localidad tenía una población de 9643 habitantes. Es sede de un taluk dentro del distrito, con una población total de 111 932 habitantes en 2011.
La localidad se ubica unos 20 km al noreste de la capital distrital Ariyalur, con la cual está conectada a través de una carretera secundaria. Al este de Sendurai sale la carretera 130 que lleva a Jayankondam y al sureste sale la carretera 684 que lleva a Udayarpalayam.